# لیلیا پرادو
لیلیا پرادو (اسپانیایی: Lilia Prado‎; ۳۰ مارس ۱۹۲۸ – ۲۲ مهٔ ۲۰۰۶) هنرپیشه اهل مکزیک بود.
از فیلم‌هایی که وی در آن نقش داشته می‌توان به بلندی‌های بادگیر اشاره کرد.